# Bolivias departement

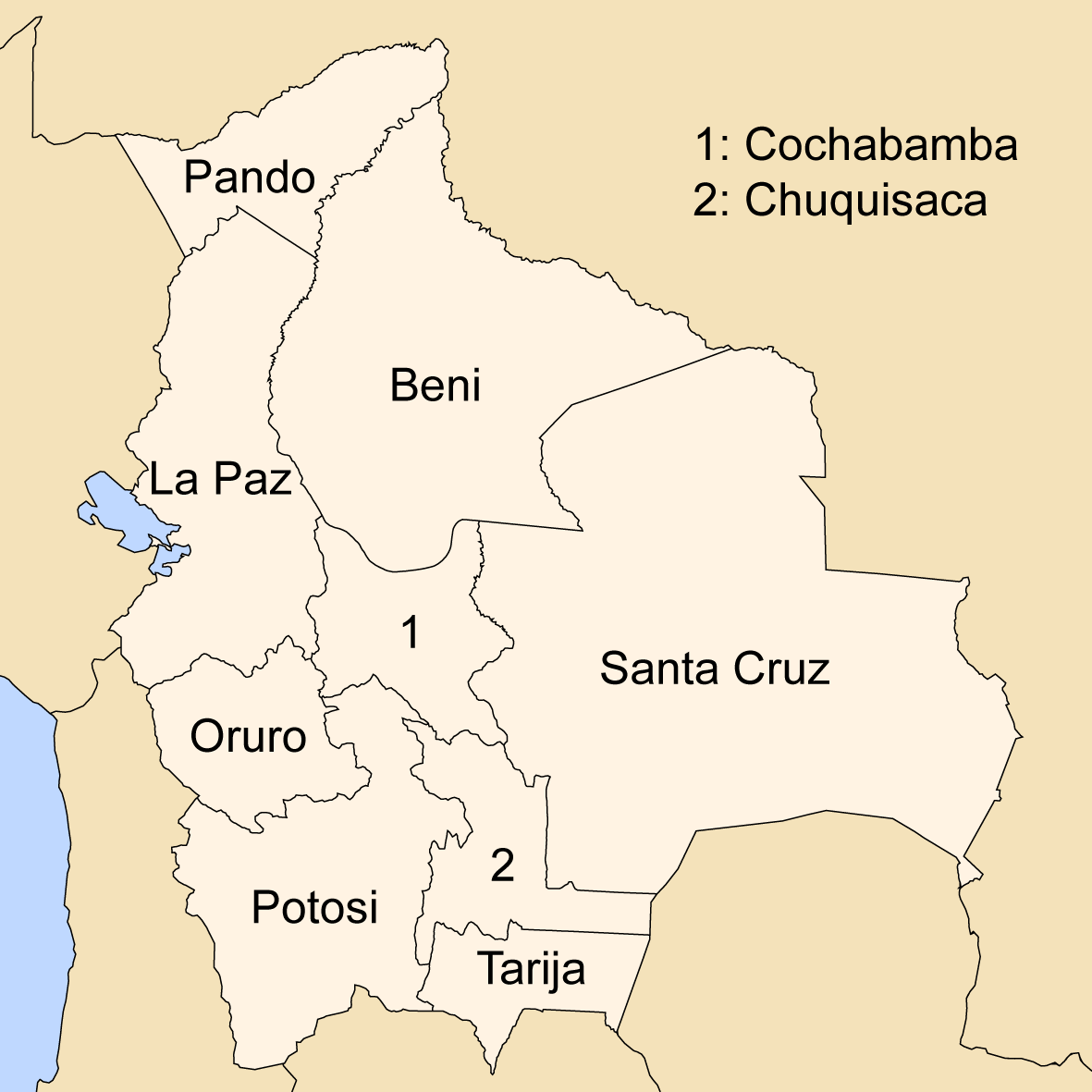
Karta över Bolivias departement

Bolivia är indelat i nio departement, spanska: departamentos). En guvernör (gobernador) leder vart departement. Alla departementen är indelat i provinser (provincias) som i sin tur är indelat i kommuner municipios). Totalt finns det 112 provinser och 339 kommuner i landet (2017).

## Lista över departement
| Namn       | Areal   | Invånare (2001) | Huvudstad               |
| ---------- | ------- | --------------- | ----------------------- |
| Beni       | 213 564 | 362 521         | Trinidad                |
| Chuquisaca | 51 524  | 531 522         | Sucre                   |
| Cochabamba | 55 631  | 1 455 711       | Cochabamba              |
| La Paz     | 133 985 | 2 350 466       | La Paz                  |
| Oruro      | 53 588  | 391 870         | Oruro                   |
| Pando      | 63 827  | 52 525          | Cobija                  |
| Potosí     | 118 218 | 709 013         | Potosí                  |
| Santa Cruz | 370 621 | 2 029 471       | Santa Cruz de la Sierra |
| Tarija     | 37 623  | 391 226         | Tarija                  |